# スティグラーの法則
スティグラーの法則（スティグラーのほうそく、英語: Stigler's law of eponymy、スティグラーのエポニムの法則）は、アメリカ合衆国の統計学者・スティーブン・スティグラーが1980年の著書"Stigler’s law of eponymy"で提唱した、「科学的発見に第一発見者の名前が付くことはない」という法則である。その例として、エドウィン・ハッブルの2年前にジョルジュ・ルメートルによって提唱されていたハッブルの法則や、ピタゴラス以前にバビロニアの数学者に知られていたピタゴラスの定理、少なくとも紀元前240年以来さまざまな天文学者が観測していたハレー彗星がある。スティグラー自身は、この法則の発見者は社会学者のロバート・マートンであるとして、「スティグラーの法則」という呼称自体がスティグラーの法則を満たしていると主張している。ただし、この現象はそれ以前から他の人々によって指摘されていた。

## 同様の概念
マーク・トウェインのものとされる同趣旨の引用がある。
「電信、蒸気機関車、蓄音機、写真、電話など重要なものを発明するには千人の人が必要である。そして最後の一人だけが名声を得て、他の人たちは忘れられてしまう。最後の一人はひとつわずかな何かを加えた、それだけである。これらの客観的な教訓は、知性から生まれるものの99パーセントが、純粋で単純な盗用であることを教えてくれる。この教訓から、我々はもっと謙虚になるべきである。しかし、それはできない」
スティーブン・スティグラーの父の経済学者ジョージ・スティグラーもまた、経済学における発見の過程を調べた。彼は「ある理論について、早くに行なわれた有効な陳述が科学界に認められず、後に行なわれた陳述が認められたとすれば、それは科学界がその時代の流れに沿った考えしか認めないという確かな証拠である」と述べた。彼は、本来の発見者が発見者と認められていない例をいくつも挙げている。
マタイ効果はロバート・マートンが提唱したもので、著名な科学者と比較的知られていない研究者とでは、たとえ両者の研究内容が似ていても、著名な科学者の方が多くの評価（credit）を得るというものである。マートンは、「定評ある科学者に有利な歪みを見せるこの認識パターンは、主に (i)共同研究の場合、そして (ii)明らかに格の違う二人の科学者が独立して行なった発見の場合、に現れる」と述べている。女性に対する類似の効果をマチルダ効果という。
ボイヤーの法則(Boyer's law)は、1972年にヒューバート・ケネディが提唱した「数学の公式や定理には通常、本来の発見者の名前が付かない」という法則である。この法則の名前は、科学史家カール・ベンジャミン・ボイヤーの著書A History of Mathematics（数学の歴史）に実例が多く挙げられていることによる。
「重要なことは必ず、その発見者[とされている者]以外の誰かがすでに言っている」は、アルフレッド・ノース・ホワイトヘッドのものとされる格言である。

## 具体例
- ガウス分布 - アブラーム・ド・モアブルによって初めて導入された。
- スネルの法則 - 第一発見者は10世紀のペルシャ人イブン・サフル（英語版）、ヨーロッパではトーマス・ハリオット。最初にこの法則を出版したのはルネ・デカルト。
- ハッブルの法則 - ハッブルの2年前にジョルジュ・ルメートルによって提唱されていた。
- ハレー彗星 - 古代から観測されていた。ハレーはその回帰を初めて予言した。
- ピタゴラスの定理 - ピタゴラス以前に古代バビロニアでも知られていた。
- フェルミの黄金律 - 発見したのはポール・ディラック。
- ロピタルの定理 - 発見したのはヨハン・ベルヌーイ
- ベッセル関数 - 最初に定義したのはダニエル・ベルヌーイ
- カルダノの公式 - 最初に考案したのはシピオーネ・デル・フェッロ

スティーブン・スティグラーは、スティグラーの法則を提唱した論文の中で、彼の専門である数理統計学についてこう書いている。「フーリエがフーリエ変換を発表する前にラプラスがそれを出版物の中で使用しており、ラプラスが科学者としてのキャリアをスタートさせる前にラグランジュがラプラス変換を発表しており、ポアソンがコーシー分布を発表したのは1824年で、それはコーシーがその分布に言及する29年前であり、そしてチェビシェフの不等式についてのチェビシェフの最初の著作のほぼ10年前に、ビアネメがそれを証明しており…」